# 千佛寺 (洪洞)
千佛寺，位于山西省临汾市洪洞县大槐树镇常青一村（小关庙村），东门内千佛寺巷7号，建于清。寺内有前中后三大殿。中殿供奉千手千眼观世音，后殿供奉释迦牟尼，两边供奉千尊佛像。后院东殿的释迦牟尼铜像重约百斤。千佛寺已公布为洪洞县文物保护单位。